# Дом А. Б. Смирнова
Дом А. Б. Смирнова — памятник архитектуры в историческом районе Нижний посад Нижнего Новгорода. Построен в 1823 году по проекту академика архитектору И. Е. Ефимова в стиле русского классицизма.
Одно из старейших каменных зданий Нижнего Новгорода и важный памятник эпохи русского классицизма.

## История
Для Нижнего Новгорода в начале 1820-х годов архитектор И. Е. Ефимов разработал несколько типов жилых строений, в том числе двухэтажный с мезонинами и арочными проездами по центру в служебные дворы для застройки единым фасадом целых улиц. При этом второй этаж с мезонином охватывали ионические пилястры.
По такому проекту был выстроен дом купца Алексея Борисовича Смирнова. Проект И. Е. Ефимова утвердили 2 февраля 1823 года. Фасад был разбит горизонтальными полосками руста. Шесть ионических пилястр охватывали центральную часть постройки и пятиоконный мезонин. Угловые части были покрыты рустом.
В настоящее время архитектура здания искажена надстройкой мансардного этажа в левой части дома.